# Particolari sporchi
Particolari sporchi è un singolo del rapper italiano Tony Effe, pubblicato il 15 marzo 2024 come terzo estratto dal secondo album in studio Icon.

## Descrizione
Il brano è stato scritto dallo stesso rapper con Alessandro Merli, in arte Takagi, Emanuele Busnaghi e Luca Aleotti, in arte Grido, è prodotto da Paolo Alberto Monachetti, in arte Charlie Charles.

## Video musicale
Il video musicale, diretto da Gregorio Mattiocco, è stato pubblicato in concomitanza all'uscita del brano attraverso il canale YouTube del rapper.

## Tracce
Testi di Nicolò Rapisarda, Alessandro Merli, Emanuele Busnaghi e Luca Aleotti, musiche di Nicolò Rapisarda, Alessandro Merli, Alessio Buongiorno, Diego Vincenzo Vettraino, Emanuele Busnaghi, Luca Aleotti, Massimo Montonato e Paolo Alberto Monachetti.
1. Particolari sporchi – 2:47

## Classifiche
| Classifica (2024) | Posizione massima |
| ----------------- | ----------------- |
| Italia            | 26                |